# Guèiser

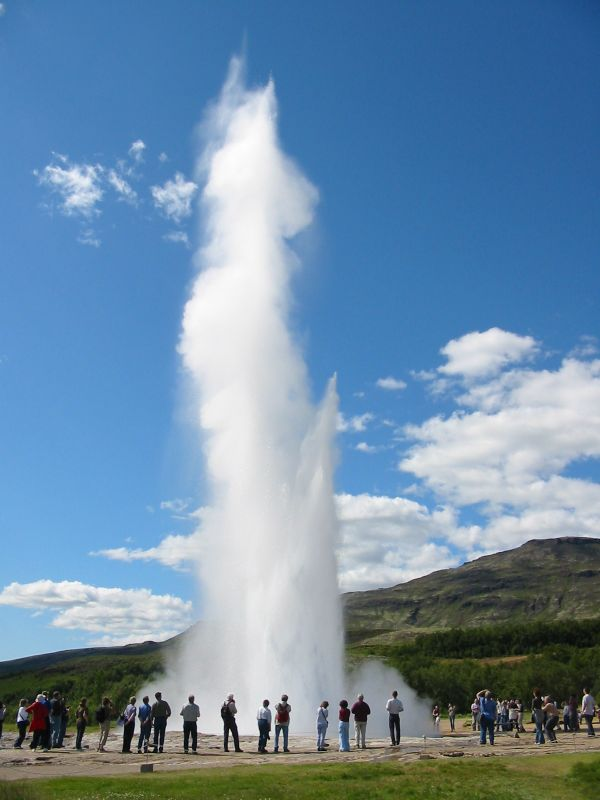
El guèiser Strokkur a Islàndia

Un guèiser és un sortidor natural d'aigua calenta i vapor que surt de terra.
La paraula guèiser prové de Geysir, nom d'una terma a Haukadalur, Islàndia; el nom prové successivament del verb islandès gjósa, que significa 'llançar-se amb fúria'.

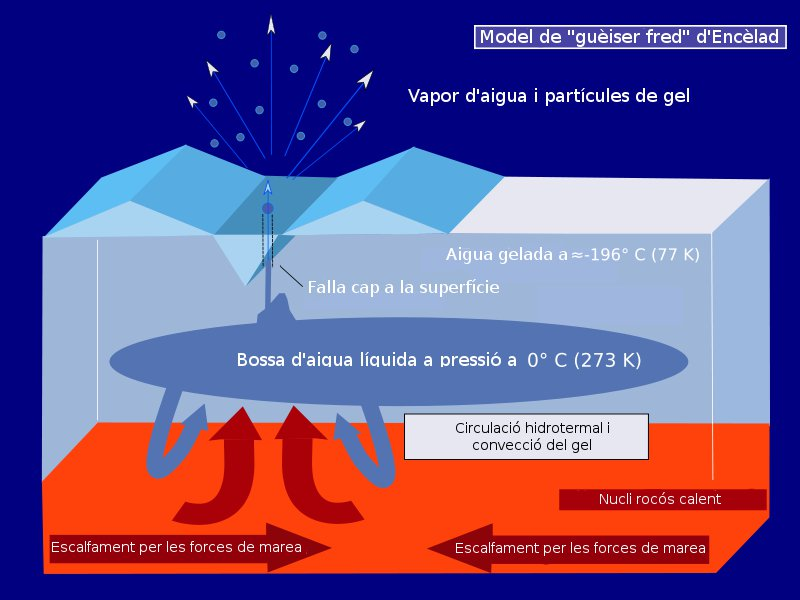

La formació de guèisers requereix una hidrogeologia favorable, que existeix, tan sols, en algunes parts del planeta, per la qual cosa són un fenomen bastant estrany. Existeixen prop de 1.000 guèisers arreu del planeta, prop de la meitat al Parc Nacional de Yellowstone, Estats Units.

## Erupcions
| El vapor ix de l'aigua calent      | L'aigua es comença a desbordar                        |
| 1. El vapor ix de l'aigua calenta  | 2. L'aigua es comença a desbordar                     |
| La tensió superficial es trenca    | L'aigua alliberada és expulsada cap a dalt i torna    |
| 3. La tensió superficial es trenca | 4. L'aigua alliberada és expulsada cap a dalt i torna |

L'activitat dels guèisers, com tota activitat de font termal, és causada pel contacte entre l'aigua superficial i roques escalfades pel magma situat subterràniament. L'aigua escalfada geotèrmicament regressa a la superfície per convecció a través de roques poroses i fracturades. Els guèisers es diferencien de les altres fonts termals per la seva estructura subterrània; molts consisteixen en una petita obertura a la superfície connectada amb un o més tubs subterranis que connecten amb les reserves d'aigua.
A mesura que el guèiser s'omple, l'aigua més superficial es va refredant, però a causa de l'estretor del conducte, el refredament connectiu de l'aigua en la reserva és impossible. L'aigua freda de la superfície és pressionada sota l'aigua calenta, assemblant-se a la tapa d'una olla de pressió, fent que l'aigua de reserva es sobrecalfe, mantenint el líquid a temperatures superiors al seu punt d'ebullició.
Finalment, la temperatura del fons del guèiser comença a pujar i arriba al punt d'ebullició; les bombolles de vapor ascendeixen fins a la punta del conducte. En travessar el cràter del guèiser, una mica d'aigua es desborda i esquitxa cap a fora, reduint l'amplària de la columna i la pressió de l'aigua que hi ha a sota. Amb aquest escapament de pressió, l'aigua sobreescalfada es barreja amb el vapor, sortint violentament per la columna. L'escuma resultant entre el vapor i l'aigua calenta és expulsada fora del guèiser.
L'aigua restant en el guèiser es va refredant i l'erupció finalitza; l'aigua calenta es comença a filtrar novament dins del dipòsit, i el cicle comença de nou. La durada de les erupcions i el temps entre l'una i l'altra varien segons el guèiser; Strokkur a Islàndia surt alguns segons cada 14 min, mentre que el gran Geyser als Estats Units surt durant uns 10 minuts cada 8 o 12 hores. El guèiser observat amb el doll més alt fou el Waimangu, amb una alçada de fins a 400 m, però ja no es troba actiu. Actualment és el Steamboat, al parc de Yellowstone.

## Tipus de guèiser
Hi ha dos tipus de guèiser:

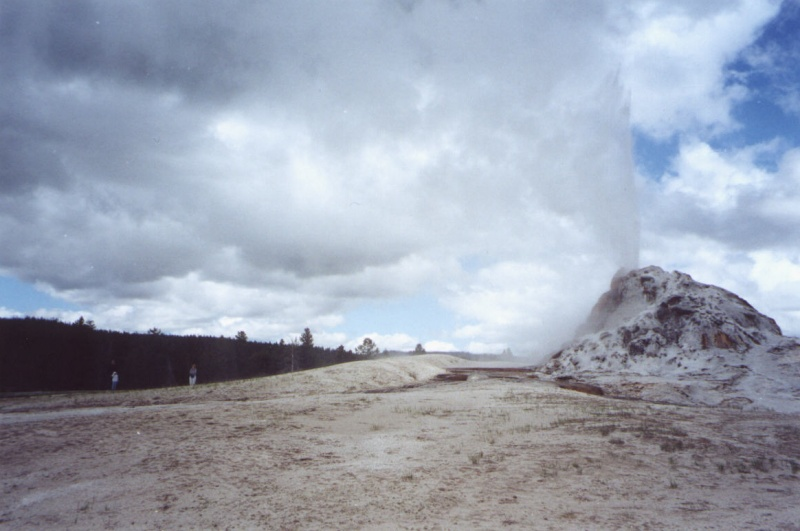
Erupció del guèiser White Dome, a Yellowstone.

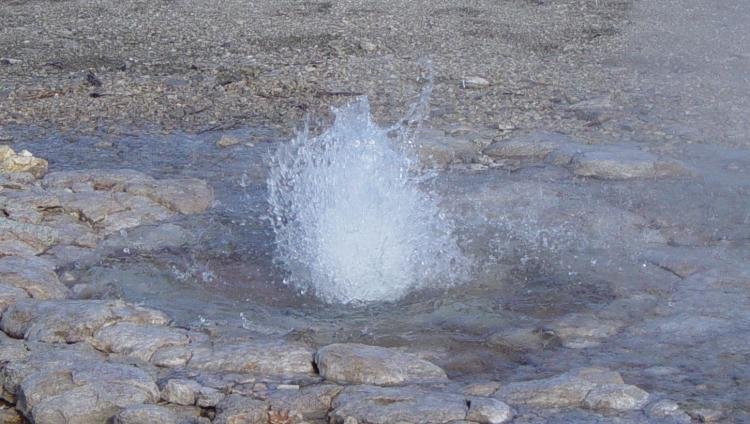
Vixen Geyser a Yellowstone.

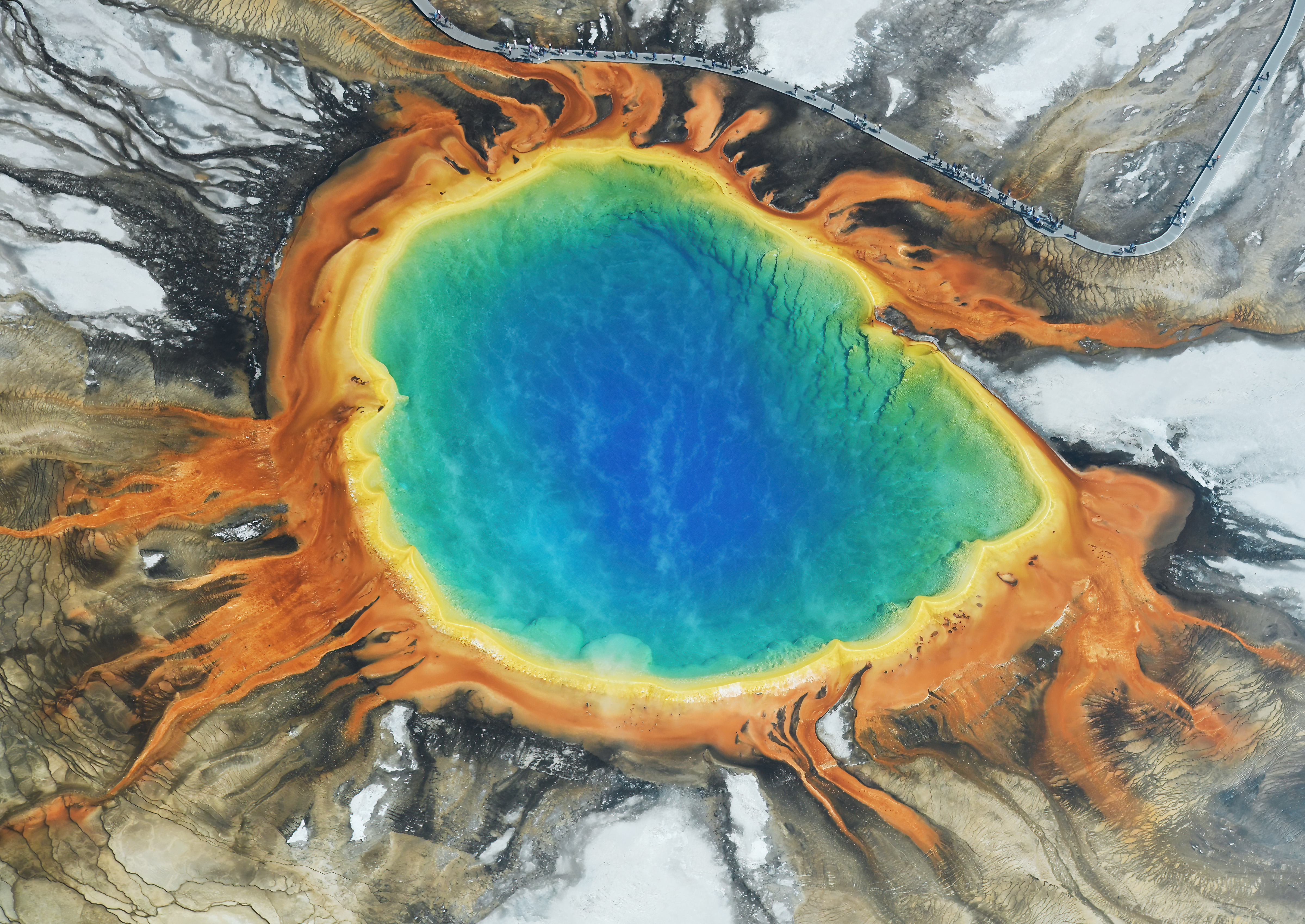
Les hipertermófiles produeixen alguns dels colors brillants de la Gran Font Prismàtica (a causa del espectre de colors que es genera i pot observar-se) del Parc nacional de Yellowstone.

* Guèisers de font, que brollen d'estanys d'aigua, típicament en sèries d'explosions intenses, fins i tot violentes.
* Guèisers de con , que brollen de cons o monticles d'aglomerats  siliciosos  (també coneguts com Geiserita), habitualment en dolls estables que duren des d'uns pocs segons a molts minuts. Old Faithful, probablement el més famós guèiser del Parc nacional de Yellowstone, és un exemple de guèiser de con.
Les intenses forces transitòries dins dels guèisers són la principal raó de la seva raresa. Hi ha moltes zones volcàniques al planeta que tenen fonts termals,  olles de fang  (Solfatara) i fumaroles, però molt poques tenen guèisers. Això és degut al fet que en molts llocs, fins i tot on hi ha altres condicions per a l'activitat de guèisers, les estructures de roques són febles, i les erupcions erosionen els canals i destrueixen ràpidament els guèisers.
La majoria dels guèisers es formen en llocs on hi ha roques volcàniques com la riolita, la qual es dissol en aigua calenta i forma dipòsits minerals anomenats aglomerats silicis, o geiserites, juntament a l'interior dels sistemes de canonades. A través del temps, aquests dipòsits consoliden la roca fermament, reforçant les parets del canal i permetent-li al guèiser persistir.
Els guèisers són un fenomen bastant fràgil i si alguna condició en el seu ambient canvia poden «morir». Molts guèisers han estat destruïts a causa que la gent llança deixalles i enderrocs en ells; altres han cessat les seves erupcions motivat a la reducció de l'aigua per part del consum de plantes de energia geotèrmica. El Gran Geysir d'Islàndia tenia períodes d'activitat i repòs. Durant els llargs períodes de repòs, les erupcions van ser induïdes artificialment pels humans -sempre per a ocasions especials- amb l'addició de tensioactius en l'aigua. Aquestes activitats van ser cessades ja que els erupcions forçades van danyar l'estructura del guèiser, especialment el sistema de canonades. Després d'un terratrèmol a Islàndia l'any 2000, el guèiser es va tornar més actiu. Al principi el guèiser entrava en erupció prop de vuit vegades per dia. Al juliol de 2003, Geysir entrava en erupció diverses vegades per setmana.
Els colors específics d'un guèiser deriven del fet que malgrat existir aparents condicions severes, sovint es troba vida dins d'ells (i fins i tot en hàbitats de temperatures més elevades) en la forma d'procariotes termofíliques. Cap de les eucariotes conegudes pot sobreviure en ambients sobre els 60 °C.
En els anys 1960, quan la investigació de la biologia de guèisers va aparèixer per primera vegada, els científics estaven convençuts que cap forma de vida podia sobreviure en temperatures superiors a 73 °C -el límit superior per a la supervivència dels cianobacteris, ja que l'estructura de proteïnes importants i el  àcid desoxiribonucleic es destruirien-. La temperatura òptima per al bacteri termofílica es va situar fins i tot per sota de l'anterior, a prop dels 55 °C.
No obstant això, les observacions van provar que és possible la vida a temperatures elevades, fins i tot alguns bacteris prefereixen temperatures superiors al punt d'ebullició de l'aigua. Dotzenes d'aquests bacteris són conegudes avui dia. Les termòfiles prefereixen temperatures entre 50 i 70 °C mentre que les hipertermófiles creixen en temperatures tan elevades com 80 o 110 °C. Com tenen enzims que mantenen la seva activitat fins i tot a elevades temperatures, han estat usades com a font d'eines termoestables, que són importants en medicina i biotecnologia, per exemple per crear antibiòtics, plàstics, detergents (per l'ús d'enzims estables a la calor com lipases, pululunases i proteases), i productes fermentats (l'etanol és produït). El fet que aquest tipus de bacteris existeixin dona esperances de trobar vida en altres objectes astronòmics, dins o fora del nostre sistema solar. Entre aquests, el primer a descobrir-se i el més important per a la biotecnologia és el  Thermus aquaticus .

## Nombre i distribució

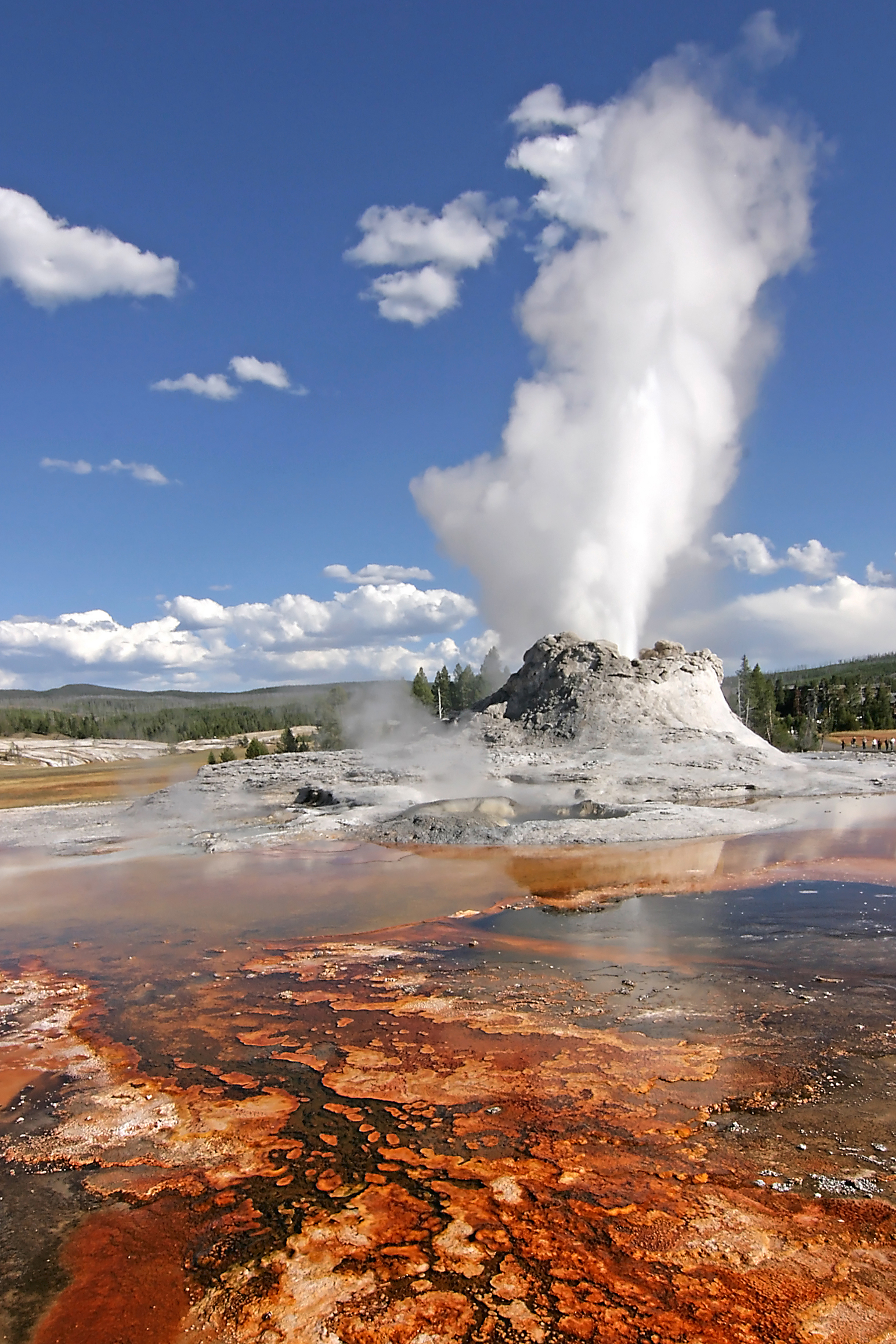
Erupció del guèiser Castle, al Parc nacional de Yellowstone.

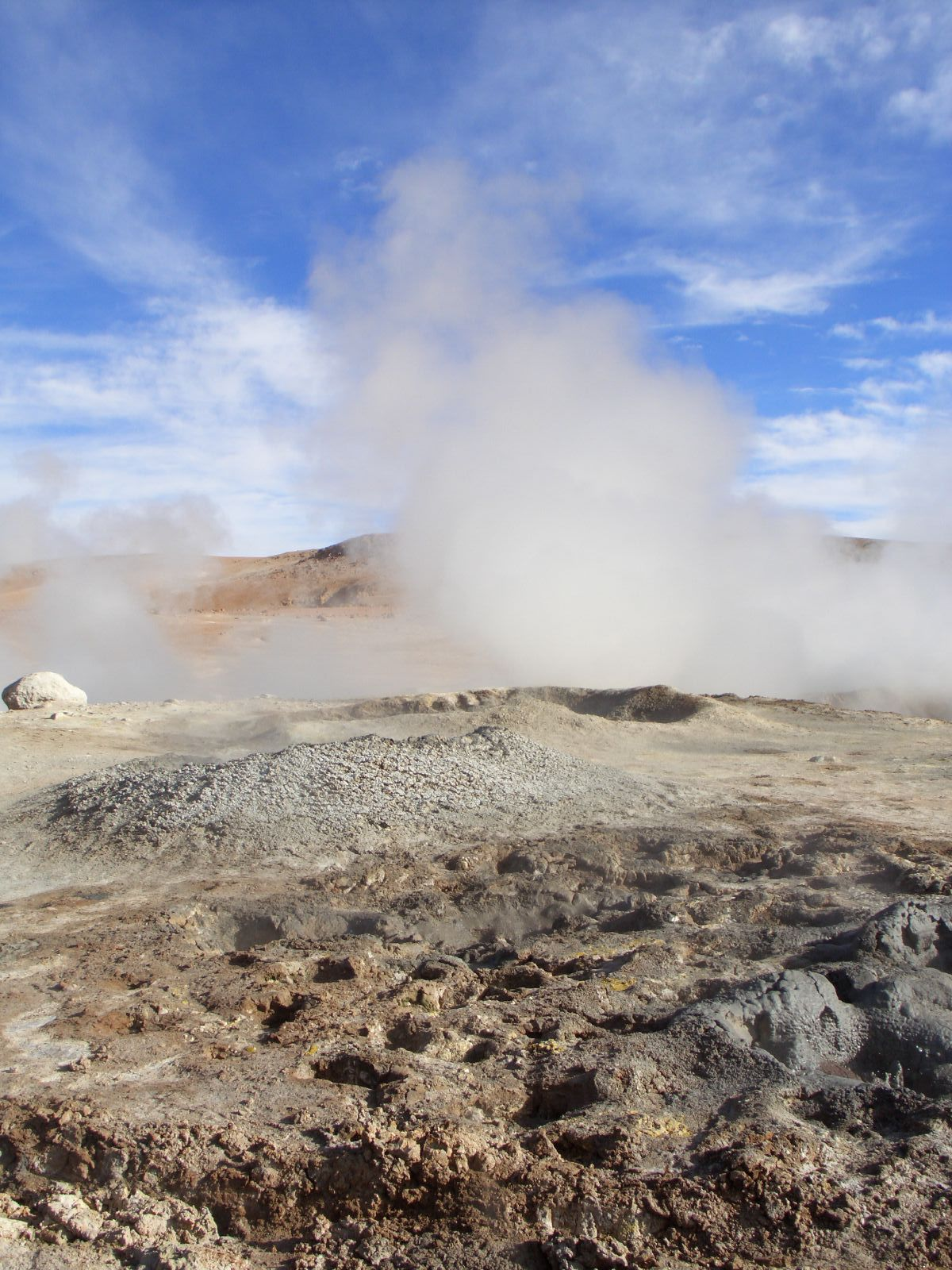
Guèiser a Sol de Mañana, a una altitud de 4850 msnm, al sud-oest de Bolívia.

Els guèisers són bastant rars, requerint una combinació de aigua i calor i fortuïtes canonades. Aquesta combinació existeix en pocs llocs de la Terra. Els set camps de guèisers més grans del món són els següents:
# Parc Nacional de Yellowstone, Wyoming, Estats Units.
# Reserva natural Kronotski, Península de Kamchatka, Rússia.
# El Tatio, Regió d'Atacama, Xile.
# Zona Volcànica Taupo, Waikato, Nova Zelanda.
# Haukadalur, Vesturland, Islàndia.
# Volcà Copahue, Província del Neuquén - Alt Biobío, Argentina - Xile
# Sol de Mañana, (a una altitud de 4850 msnm) Departament de Potosí, Bolívia.
Hi va haver dos grans camps de guèisers a Nevada - Beowawe i Steamboat Springs - però van ser destruïts per la instal·lació de plantes d'energia geotèrmica prop del lloc. Després de la instal·lació de les plantes, les perforacions van reduir la calor i l'aigua subterrània acumulada fins al punt que l'activitat dels guèisers no va poder seguir.
Hi ha altres guèisers individuals al voltant del món, a Califòrnia, El Salvador, Perú, Bolívia, Mèxic, Dominique, Açores, Kenya i Japó, però no més agrupacions d'ells.
Yellowstone és la reserva més gran, té centenars de fonts termals, i entre tres-cents i cinc-cents guèisers. Yellowstone té al guèiser més alt (Steamboat Geyser a Norris Geyser Basin) i el més conegut (Old Faithful a Upper Geyser Basin).
Molts guèisers de Nova Zelanda han estat destruïts en l'últim segle. Mentre que altres s'han extingit o tornat inactius per causes naturals. La major reserva és Whakarewarewa a Rotorua. Dos terços dels guèisers de Orakei Korako van ser inundats per la presa hidroelèctrica de Ohakuri l'any 1961. El camp Wairakei es va perdre a causa d'una planta geotèrmica l'any 1958. El camp Taupo Spa es va perdre quan el nivell del riu Waikato va ser alterat en els anys 1950. El camp Rotomahana va ser destruït per l'erupció del Mount Tarawera en 1886. El Guèiser Waimangu que va existir entre 1900 i 1904 va ser el guèiser més gran mai conegut. Va deixar d'estar actiu després que una ensulsiada cobrís el seu cràter. Uns pocs guèisers encara existeixen a la zona volcànica de Taupo com Ketetahi, Tokaanu i Waiotapu.

## Erupcions extraterrestres
Els guèisers no són un fenomen exclusiu del planeta Terra. Fonts que erupten nitrogen líquid han estat observades a Tritó, lluna de Neptú. Aquests fenòmens han estat denominats com guèisers. A Tritó, els guèisers semblen ser conduïts per la calor solar en comptes d'energia geotèrmica. El nitrogen, en estat líquid per una espècie d'efecte hivernacle, pot aconseguir l'altura de 8 km en ser expulsat.
La missió Cassini-Huygens ha demostrat que la lluna Encèlad de Saturn posseeix veritables guèisers d'aigua, sent clarament fotografiats, en un exemple dels anomenats criovolcàns. Els experts consideren que algun fenomen (encara per explicar) escalfa el subsòl gelat de la lluna i forma reservoris d'aigua líquida, que per pressió acumulada arriben a trencar el gel superficial i abocar-se en l'espai de l'Anell I de Saturn. De fet es creu que aquest Anell I està fet de les ejeccions de Encélad.

## Guèisers en Tritó

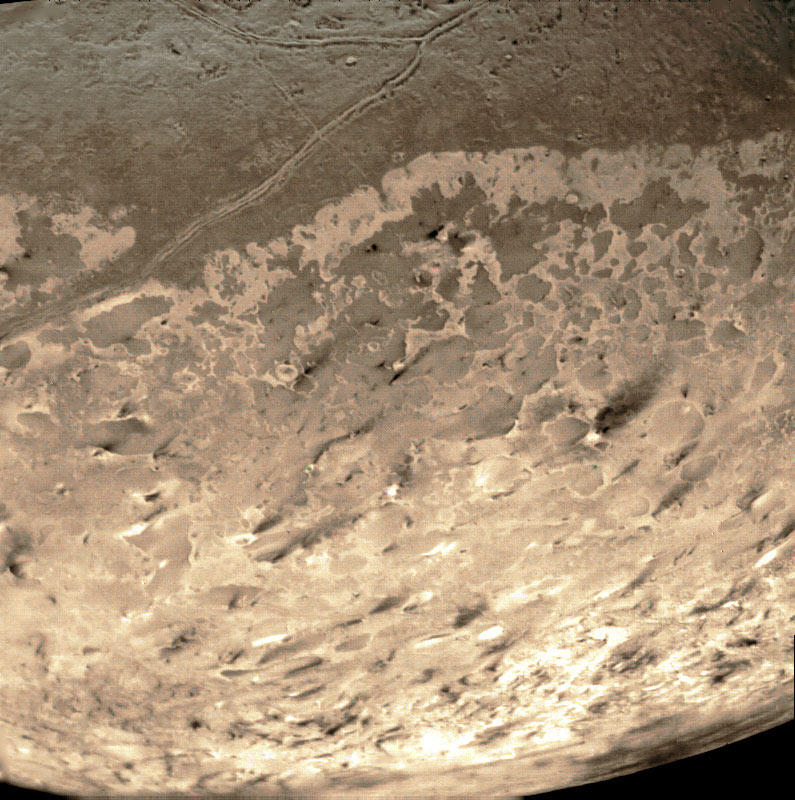
Ratlles fosques dipositades per guèisers an Tritó.

Una de les grans sorpreses de l'exploració de la Voyager 2 a  Neptú el 1989 va ser el descobriment de guèisers en la seva lluna, Tritó. Els astrònoms van albirar vapor que s'estenia uns 8 km sobre la superfície, i material dipositat a uns 15 km de distància.
Tots els guèisers observats estaven situats entre els 40° i 60°S, proper a la part subpolar de Tritó. Això indica que l'escalfament solar, encara que feble a causa de la distància, probablement té un paper crucial. Això passa ja que la superfície de Tritó consisteix probablement en una capa semitransparent de nitrogen gelat, la qual cosa crea una mena de efecte hivernacle, escalfant el material gelat situat per sota de la capa fins que trenca la superfície en una erupció. Un increment de la temperatura de només 4 K per sobre de la temperatura ambient de la superfície, situada a 38 K, pot provocar erupcions a aquestes altures observades.
L'energia geotèrmica pot ser important també. Excepcionalment per a un satèl·lit gran, Tritó orbita al voltant de Neptú en una òrbita retrograda-la qual cosa significa que es mou en la direcció contrària a la rotació de Neptú. Això genera forces de marea que estan provocant que l'òrbita de Tritó decaigui, la qual cosa implica que en diversos milers de milions d'anys arribarà al seu límit de Roche amb Neptú. Les forces de marea poden fins i tot generar calor dins de Tritó, de la mateixa manera en què la gravetat del planeta Júpiter genera forces de marea en la lluna Ío que condueixen la seva extrema activitat volcànica.
Cada erupció d'un guèiser de Tritó pot durar fins a un any, i durant aquest temps, prop de 0,1 m³ de material pot ser dipositat en la direcció del vent. Les imatges del Voyager de l'hemisferi sud de Tritó mostren moltes ratlles de material fosc dipositat per l'activitat dels guèisers.